# Xestia homannii
Xestia homannii är en fjärilsart som beskrevs av Koutsaftikis 1973. Xestia homannii ingår i släktet Xestia och familjen nattflyn. Inga underarter finns listade i Catalogue of Life.